# Vickie Orr
Victoria Elaine „Vickie” Orr (ur. 25 lutego 1967 w Hartselle) – amerykańska koszykarka występująca na pozycji środkowej, reprezentantka kraju, mistrzyni świata oraz brązowa medalistka olimpijska.
W 1978 zdobyła mistrzostwo stanu Alabama szkół średnich.

## Osiągnięcia
Na podstawie, o ile nie zaznaczono inaczej.

### NCAA
- Wicemistrzyni NCAA (1988, 1989)
- Uczestniczka rozgrywek:
  - Elite 8 turnieju NCAA (1987–1989)
  - Sweet 16 turnieju NCAA (1986–1989)
- Mistrz:
  - turnieju konferencji Southeastern (SEC – 1987)
  - sezonu regularnego SEC (1987–1989)
- Koszykarka roku konferencji Southeastern NCAA (1988)
- Most Outstanding Player (MOP=MVP) turnierju:
  - konferencji SEC (1987)
  - NCAA Mid-East Regional (1989)
- Zaliczona do I składu Kodak All-American (1987–1989)

### Inne
- Wybrana do galerii sław sportu:
  - stanu Alabama – Alabama Sports Hall of Fame (2013)
  - hrabstwa Morgan – Morgan County Sport Hall of Fame (2017)

### Reprezentacja
- Mistrzyni:
  - świata (1990)[4][5]
  - igrzysk dobrej woli (1990)[6]
- Brązowa medalistka olimpijska (1992)[7][8]
- Uczestniczka:
  - uniwersjady (1987 – 5. miejsce)[9]
  - mistrzostw świata U–19 (1985 – 5. miejsce)[10]